# Alminhas de Belinho ou do Miguel Devesas

As Alminhas de Belinho ou do Miguel Devesas, localizam-se na freguesia de S. Paio de Antas, Esposende, mais precisamente no lugar de Belinho.
Está fixada na parede do quintal de uma casa, na face com a estrada da quinta de Belinho, e estão datadas do ano de 1880. Foram mandadas construir por Mateus Pires Carneiro (este faleceu em 1913).
O nicho é quadrado e o arco abatido remata numa cruz ladeada por dois pináculos triangulares. Possui grade de ferro e caixa de esmolas. O conjunto está protegido por um telhado. O retábulo é em azulejo policromo no qual estão representados N. Sª do Carmo, almas no meio de chamas do Purgatório sendo puxadas por anjos.
Desconhece-se qualquer lenda ou evocação histórica que originou a colocação desta alminha.
As alminhas foram restauradas em 1975.